# Пуетка
Пуетка — река в России, протекает в Кировской (Шабалинский район) и Нижегородской областях (Тоншаевский район). Устье реки находится в 210 км по левому берегу реки Пижма. Длина реки составляет 15 км.
Исток реки находится в обширном Пустском болоте близ границы областей. По Кировской области течёт меньше километра, затем перетекает в Нижегородскую область. Течёт на юго-восток, всё течение реки проходит по ненаселённому заболоченному лесу. Впадает в Пижму между посёлками Буреполом и Шерстки (Одошнурский сельсовет)

## Данные водного реестра
По данным государственного водного реестра России относится к Камскому бассейновому округу, водохозяйственный участок реки — Вятка от города Котельнич до водомерного поста посёлка городского типа Аркуль, речной подбассейн реки — Вятка. Речной бассейн реки — Кама.
По данным геоинформационной системы водохозяйственного районирования территории РФ, подготовленной Федеральным агентством водных ресурсов:
- Код водного объекта в государственном водном реестре — 10010300412111100036504
- Код по гидрологической изученности (ГИ) — 111103650
- Код бассейна — 10.01.03.004
- Номер тома по ГИ — 11
- Выпуск по ГИ — 1